# Nossa Senhora de Campanhã
Padroeira da Freguesia de Campanhã no Porto.
A festa comemora-se em frente à Igreja de Paroquial de Campanhã, onde a sua imagem está guardada.
Conta a lenda que em 1722, um ano de grande seca, os habitantes de Campanhã fizeram uma procissão em honra a nossa Senhora. A imagem caiu do andor e partiu uma mão e no local da queda brotou água no dia seguinte.
A fonte que então nasceu existe ainda na Rua de Bonjóia, com algumas alterações depois da construção da Via de Cintura Interna do Porto. Existe também um cruzeiro em memória do milagre e uma capela que foi inaugurada em Julho de 1967, perto da mesma fonte.

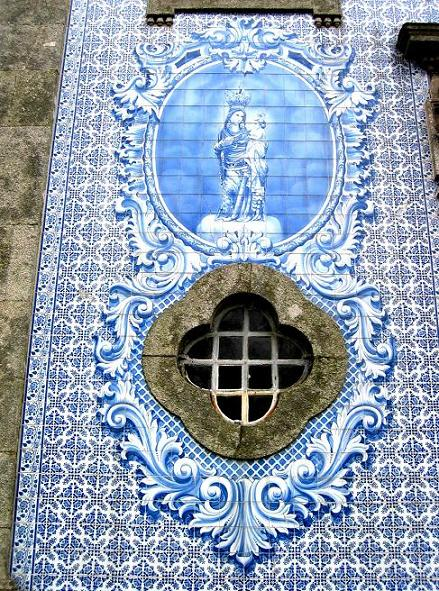
Imagem em azulejo no exterior da Igreja de Campanhã
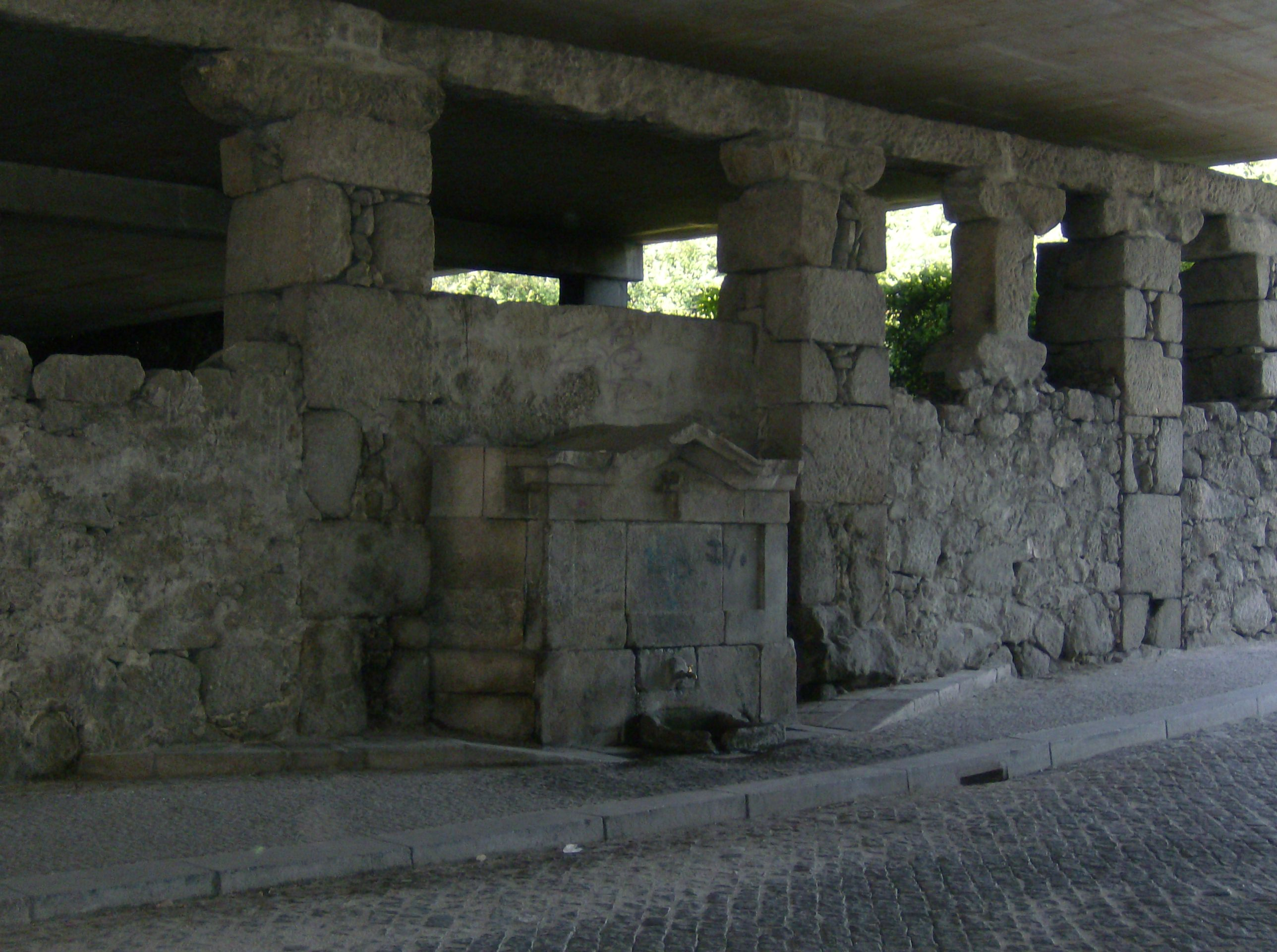
Aspecto actual da Fonte de Nossa Senhora de Campanhã na Rua de Bonjóia
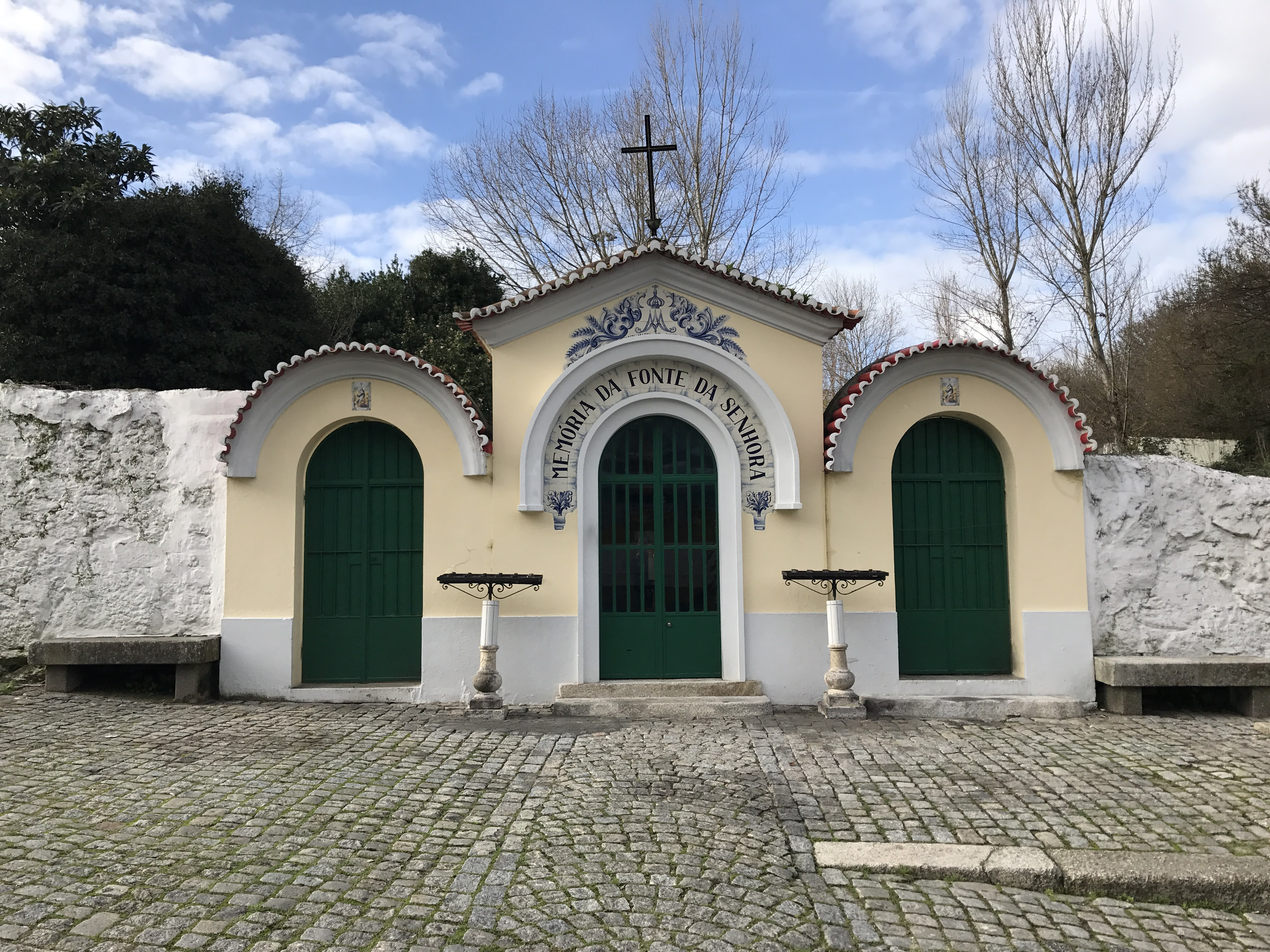
Cruzeiro e Capela em Memória do Milagre da fonte da Senhora de Campanhã